# Inmigración griega en Colombia
La inmigración griega en Colombia no ha sido tan importante como con otros países latinoamericanos. Aunque según la Embajada de Grecia en Bogotá, no hay más de 30 griegos establecidos en Colombia, y no se encontraron comunidades registradas predominantemente.

## Historia
La primera inmigración de griegos a Colombia comenzó a principios del siglo XX, mientras que otras llegaron después de la Segunda Guerra Mundial debido a las graves dificultades en Europa. La mayoría de los griegos étnicos procedían de Smyrna, Creta, Peloponeso, Chipre y Asia Menor. Se incluyen los arrumanos y los meglenorrumanos, que se adaptaron a la sociedad colombiana debido a las similitudes lingüísticas entre el arrumano, el meglenorrumano y el español, así como la identidad latina de arrumanos y megleno-rumanos.
Entre los primeros inmigrantes griegos en llegar a Colombia se encontraba Spyridon Galakatos, un ingeniero de origen Cefalonia.
Entre 1947 y 1951 llegaron griegos a Colombia por motivos económicos, actividades agrícolas, negocios y profesiones. Se establecieron principalmente en Bogotá, pero otros llegaron a Barranquilla, Cali, Cartagena, Manizales, Popayán, Santa Marta y Riohacha. Los colombianos griegos de segunda generación aprenden griego y español y siguen siendo ortodoxos griegos.

## Cultura
Balalaika, las compañías de ropa interior más grandes que se encuentran en Medellín y son propiedad de Takis Bersis. Un griego que vino a Colombia por amor siguiendo a su esposa, por lo que actualmente está abierto en todos los mercados y en todos los centros comerciales de todo el país.
Spiros Kongas es el segundo ejemplo del emprendimiento griego en Colombia. Hace unos años decidió crear las galletas de azúcar griegas (kourambiethes) bien conocidas en Colombia. Su compañía, llamada "EL Greco", es un fabricante de dulces que, entre otros productos, produce kourambiethes que se pueden encontrar en todos los supermercados de Colombia.

## Inmigrantes y descendientes notables
- Spiros Stathoulopoulos, director de cine que dirigió la película PVC-1 en 2007 y Meteora en 2012.